# Joseph Chrysostomus Pauer

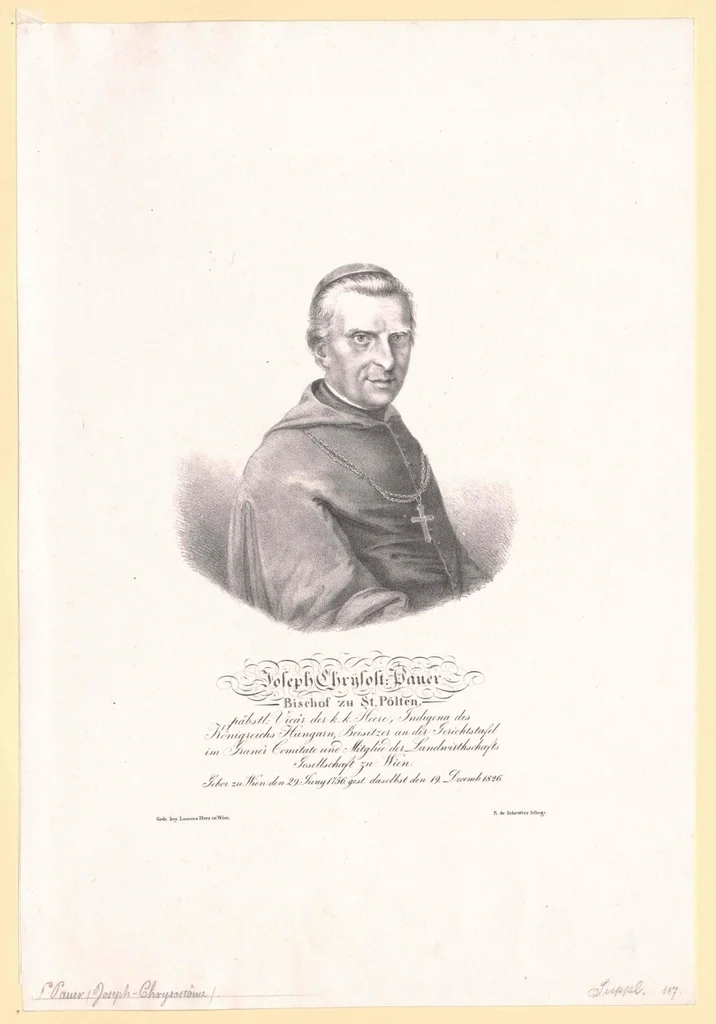
Joseph Chrysostomus Pauer

Joseph Chrysostomus Pauer (* 29. Juni 1756 in Wien; † 19. Dezember 1826 in St. Pölten) war von 1824 bis 1826 Diözesanbischof der Diözese St. Pölten.

## Leben
Pauer war zunächst Novize bei den Jesuiten und wechselte nach der Aufhebung des Jesuitenordens im Jahre 1773 in das Professhaus (Michaelerhaus) der Barnabiten bei der Kirche St. Michael auf dem Michaelerplatz in Wien.
Nachdem er die Priesterweihe empfangen hatte, war er im Lehramt und in der Seelsorge eingesetzt. 1794 war er Kaplan der adeligen deutschen Leibgarde und in allen Ämtern des Feldkonsistoriums tätig. 1796 war er Superior, 1806 Direktor des Feldkonsistoriums und 1815 Apostolischer Vikar der k.u.k. Heere und Titularbischof von Dulma. Er war Propst von Altbunzlau und Ehrendomherr von St. Pölten und Gran.
1823 wurde er unter Beibehaltung des Apostolischen Feldvikariates zum Bischof von St. Pölten ernannt. In dieser Funktion erwarb er sich große Verdienste, unter anderem um die Gehaltsregulierung der Garnisons- und Spitalskapläne, um Erlass von Instruktionen über die Einführung und Aufbewahrung der Militärmatrikeln und um Sicherung des den Feldsuperioren zugestandenen Anrechtes auf Ehrenkanonikate.